# Kapel van Wixhou

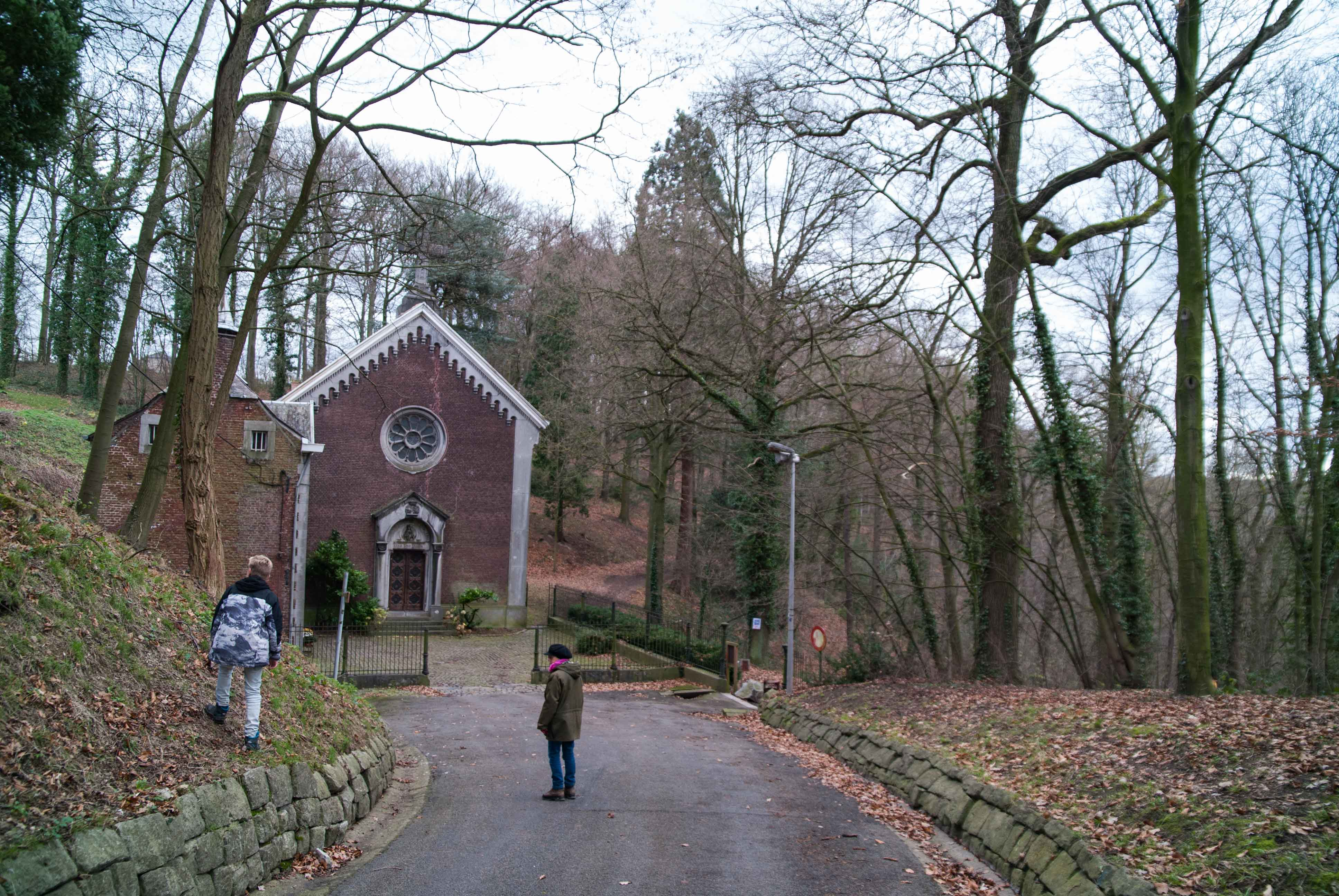
Kapel van Wixhou

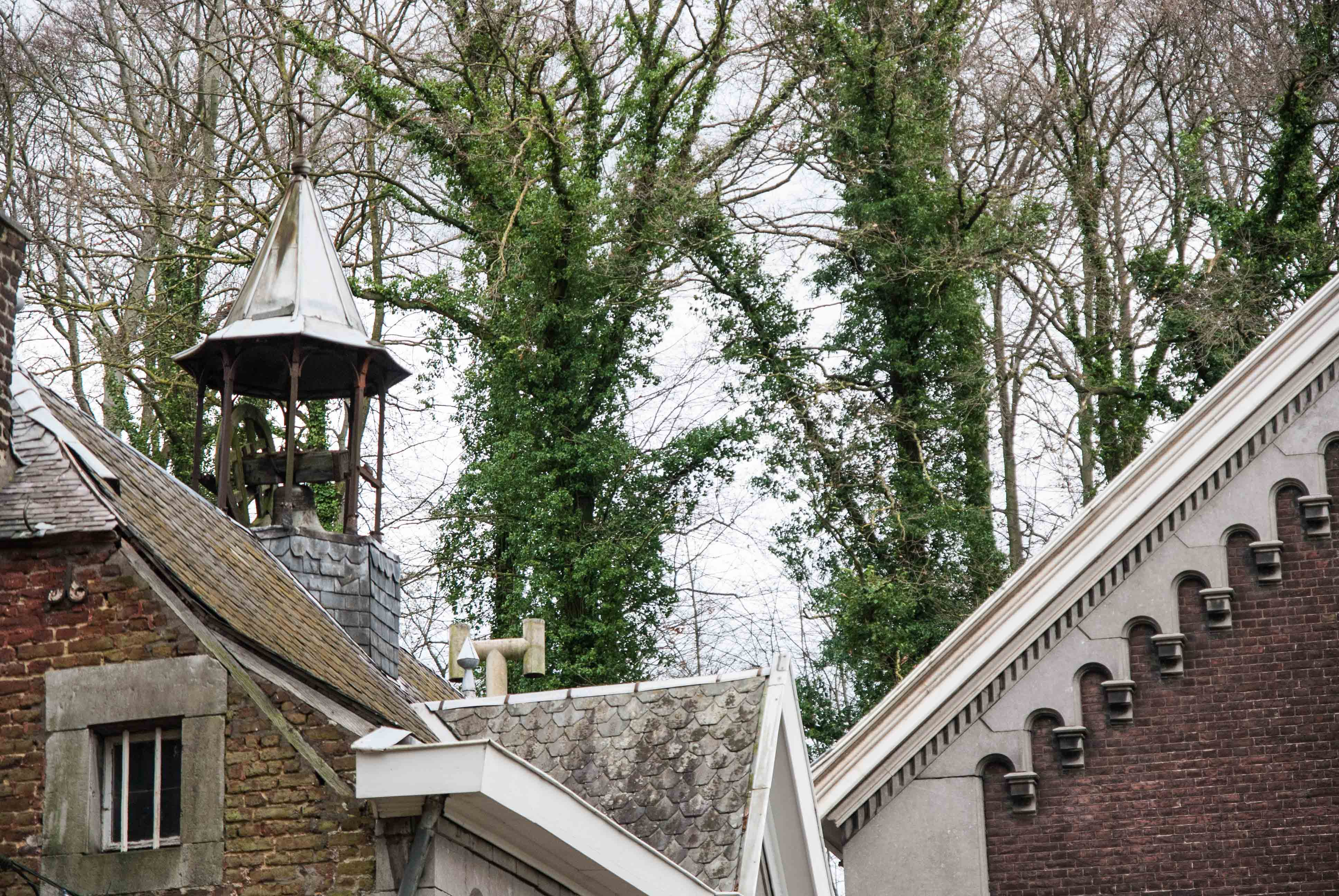
Detail Kapel van Wixhou

De kapel van Wixhou is een neobyzantijnse kapel uit 1850 in de gemeente Wezet, die staat op de plek van een oudere kapel. De kapel is gelegen aan de Rue de Wixhou, iets ten noorden van Argenteau.
De naam Wixhou zou een verbastering zijn van het Germaans wi-hout (gewijd hout). Er zou sprake geweest zijn van een vrouw die -in 1683- hout sprokkelde en daarbij een Mariabeeld ontdekte. Als zodanig werd het een bedevaartplaats. De kapel is dan ook gewijd aan Notre-Dame aux Bois-Bénits (Onze-Lieve-Vrouw van het gewijd hout). Het miraculeuze Mariabeeldje is ongeveer 10 cm hoog en bevindt zich in de kapel.
Er zijn twee blazoenen boven het portaal: het linker wapen heeft een groot kruis met een wapenschild en vier Sint-Jacobsschelpen.
Op ieder kwartier staan vijf kruizen van Jeruzalem. Dit zijn de wapens van de familie van Argenteau.
Het orgel van de kapel werd regelmatig bespeeld door Franz Liszt, die een regelmatige gast was op het kasteel van Argenteau.
De kapel is eigendom van de familie Van Zuylen, bewoners van het Kasteel van Argenteau.